# Idrettsklubben Start 2009
Questa voce raccoglie le informazioni riguardanti lo Idrettsklubben Start nelle competizioni ufficiali della stagione 2009.

## Rosa
| N. |                        | Ruolo | Calciatore          |
| -- | ---------------------- | ----- | ------------------- |
| 1  | Norvegia (bandiera)    | P     | Rune Nilssen        |
| 2  | Stati Uniti (bandiera) | D     | Hunter Freeman      |
| 3  | Serbia (bandiera)      | D     | Branislav Miličević |
| 4  | Stati Uniti (bandiera) | D     | Clarence Goodson    |
| 5  | Nigeria (bandiera)     | C     | Oladapo Olufemi     |
| 6  | Norvegia (bandiera)    | D     | Espen Knudsen       |
| 7  | Norvegia (bandiera)    | C     | Erik Mykland        |
| 8  | Norvegia (bandiera)    | A     | Aram Khalili        |
| 9  | Costa Rica (bandiera)  | A     | Cristian Bolaños    |
| 10 | Nigeria (bandiera)     | C     | Solomon Owello      |
| 11 | Norvegia (bandiera)    | A     | Geir Ludvig Fevang  |
| 13 | Norvegia (bandiera)    | P     | Tommy Runar         |
| 14 | Norvegia (bandiera)    | C     | Espen Børufsen      |

| N. |                     | Ruolo | Calciatore           |
| -- | ------------------- | ----- | -------------------- |
| 15 | Norvegia (bandiera) | C     | Petter Bruer Hanssen |
| 16 | Norvegia (bandiera) | A     | Bernt Hulsker        |
| 18 | Norvegia (bandiera) | A     | Mads Stokkelien      |
| 19 | Norvegia (bandiera) | D     | Knut Henry Haraldsen |
| 20 | Norvegia (bandiera) | D     | Bård Borgersen       |
| 22 | Norvegia (bandiera) | D     | Leif Otto Paulsen    |
| 24 | Norvegia (bandiera) | P     | Kenneth Høie         |
| 25 | Norvegia (bandiera) | A     | Ole Martin Årst      |
| 26 | Norvegia (bandiera) | D     | Jesper Mathisen      |
| 27 | Norvegia (bandiera) | C     | Morten Hæstad        |
| 28 | Norvegia (bandiera) | D     | Rolf Daniel Vikstøl  |
| 30 | Norvegia (bandiera) | C     | Christer Kleiven     |

## Risultati

### Campionato

#### Girone di andata
| Arbitro: | Øvrebø (Oslo) |

|                                |           |                             |
| Andersen 59’ Pedersen 71’, 87’ | Marcatori | 8’, 60’ Bolaños 90’ Hulsker |

| Arbitro: | Johnsen |

|             |           |                       |
| Goodson 24’ | Marcatori | 46’ (rig.) Guastavino |

| Arbitro: | Hagen (Grue) |

|  |           |             |
|  | Marcatori | 22’ Hulsker |

| Arbitro: | Staberg |

|                   |           |                      |
| Fevang 23’ (rig.) | Marcatori | 70’ Prica 80’ Tettey |

| Arbitro: | Edvartsen (Hamar) |

|                   |           |             |
| Arneng 31’ (rig.) | Marcatori | 86’ Bolaños |

| Arbitro: | Sandmoen |

|                              |           |              |
| Bolaños 15’ Hulsker 37’, 52’ | Marcatori | 43’ Lindpere |

| Arbitro: | Moen (Haugesund) |

|                                |           |                                    |
| Moh. Abdellaoue 67’ Hæstad 84’ | Marcatori | 40’ Fevang 73’ Hulsker 90’ Bolaños |

| Arbitro: | Skjerven (Kaupanger) |

|                                          |           |  |
| Hansen 6’ (aut.) Hulsker 36’ Khalili 89’ | Marcatori |  |

| Arbitro: | Øvrebø (Oslo) |

|          |           |                |
| Moen 76’ | Marcatori | 87’ Stokkelien |

| Arbitro: | Edvartsen (Hamar) |

|                |           |           |
| Stokkelien 84’ | Marcatori | 7’ Dokken |

| Arbitro: | Helgerud (Lier) |

|                                            |           |  |
| Goodson 43’ Fevang 71’ Stokkelien 73’, 79’ | Marcatori |  |

| Arbitro: | Sandmoen |

|           |           |  |
| Askar 55’ | Marcatori |  |

| Arbitro: | Skjerven (Kaupanger) |

|                        |           |                   |
| Fevang 18’ Hulsker 78’ | Marcatori | 19’, 65’ P. Diouf |

| Arbitro: | Moen (Haugesund) |

|                                                   |           |  |
| Berglund 22’ Kobayashi 51’, 61’ Nannskog 67’, 84’ | Marcatori |  |

| Arbitro: | Sandmoen |

|                                                |           |                            |
| Borgersen 17’ Stokkelien 78’ Fevang 85’ (rig.) | Marcatori | 10’ (aut.) Høie 21’ Mjelde |

#### Girone di ritorno
| Arbitro: | Skjerven (Kaupanger) |

|                                            |           |                            |
| Sundgot 27’ (rig.) Riise 56’ Myklebust 61’ | Marcatori | 60’ Stokkelien 82’ Hulsker |

| Arbitro: | Berntsen (Vang) |

|                         |           |                            |
| Fevang 32’ Børufsen 65’ | Marcatori | 11’ Andersson 59’ Storflor |

| Arbitro: | Staberg |

|            |           |                            |
| Brenne 45’ | Marcatori | 66’ Freeman 74’ Stokkelien |

| Arbitro: | Sælen (Bergen) |

|                           |           |                        |
| Borgersen 87’ Bolaños 88’ | Marcatori | 47’ Rogne 76’ Pálmason |

| Arbitro: | Staberg |

|                                                                             |           |                      |
| Forren 7’ Mota 21’, 90’ Hoseth 32’, 36’, 39’ (rig.) M. Diouf 59’ Ertsås 79’ | Marcatori | 66’ (aut.) Lillebakk |

| Arbitro: | Hagen (Grue) |

|                |           |  |
| Stokkelien 21’ | Marcatori |  |

| Arbitro: | Hafsås |

|                                     |           |                |
| Berget 8’, 53’ Angan 29’ Holmen 80’ | Marcatori | 75’ Stokkelien |

| Arbitro: | Staberg |

|  |           |               |
|  | Marcatori | 72’ Sævarsson |

| Arbitro: | Hauge (Bergen) |

|                   |           |             |
| Sti. Johansen 66’ | Marcatori | 86’ Vikstøl |

| Arbitro: | Sandmoen |

|             |           |          |
| Børufsen 2’ | Marcatori | 66’ Ijeh |

| Arbitro: | Berntsen (Vang) |

|            |           |  |
| Jensen 51’ | Marcatori |  |

| Arbitro: | Øvrebø (Oslo) |

|                |           |                                               |
| Olsen 35’, 53’ | Marcatori | 45’ Stokkelien 88’ Hulsker 90’ (rig.) Bolaños |

| Arbitro: | Hafsås |

|  |           |             |
|  | Marcatori | 60’ Roberts |

| Arbitro: | Døvle |

|                                       |           |            |
| Rushfeldt 7’ Knarvik 22’ Johansen 50’ | Marcatori | 79’ Fevang |

| Arbitro: | Staberg |

|                                |           |  |
| Perkins 73’ (aut.) Goodson 87’ | Marcatori |  |

### Coppa di Norvegia
| Arbitro: | Larsen |

|                 |           |                                      |
| Kristiansen 50’ | Marcatori | 34’ Paulsen 59’, 72’, 90’ Stokkelien |

| Arbitro: | Hestvåg |

|                |           |                                       |
| Torsteinbø 64’ | Marcatori | 10’ Fevang 31’ Bolaños 57’ Stokkelien |

| [[Kristiansand]] 18 giugno 2009, ore 18:00 CEST Terzo turno | Start                  | 2 – 2 referto | Løv-Ham | Sør Arena |
| \| \| \| \| \| Børufsen 38’ Stokkelien 45’ \| Marcatori \| 65’ (aut.) Mathisen 68’ Hellesund \| \| Mathisen Goodson Bolaños Hanssen Stokkelien Børufsen Mykland Høie Vikstøl Paulsen Mathisen Goodson Bolaños Hanssen \| Tiri di rigore 13 – 14 \| Haugen Vange Ehiorobo Hellesund Låstad Haugen Deinoff Myhre Walde Addo Vange Moldskred Ehiorobo Hellesund Låstad \| |                        | |         |           |
| |                        | |         |           |
| Børufsen 38’ Stokkelien 45’ | Marcatori              | 65’ (aut.) Mathisen 68’ Hellesund                                                                                |         |           |
| Mathisen Goodson Bolaños Hanssen Stokkelien Børufsen Mykland Høie Vikstøl Paulsen Mathisen Goodson Bolaños Hanssen | Tiri di rigore 13 – 14 | Haugen Vange Ehiorobo Hellesund Låstad Haugen Deinoff Myhre Walde Addo Vange Moldskred Ehiorobo Hellesund Låstad |         |           |